# Burmathelyphonia prima
Genre
Espèce
Burmathelyphonia prima, unique représentant du genre Burmathelyphonia, est une espèce fossile d'uropyges de la famille des Thelyphonidae.

## Distribution
Cette espèce a été découverte dans de l'ambre de Birmanie. Elle date du Crétacé.

## Publication originale
- Wunderlich, 2015 : New and rare fossil Arachnida in Cretaceous Burmese Amber (Amblypygi, Ricinulei and Uropygi: Thelephonida). Beiträge zur Araneologie, vol. 9, p. 409–436.